# Geron varicapillis
Geron varicapillis är en tvåvingeart som beskrevs av Wray Merrill Bowden 1974. Geron varicapillis ingår i släktet Geron och familjen svävflugor.
Artens utbredningsområde är Madagaskar. Inga underarter finns listade i Catalogue of Life.